# Aconitum rhombifolium
Aconitum rhombifolium är en ranunkelväxtart som beskrevs av Chen. Aconitum rhombifolium ingår i släktet stormhattar, och familjen ranunkelväxter. Utöver nominatformen finns också underarten A. r. leiocarpum.